# 3年B組金八先生

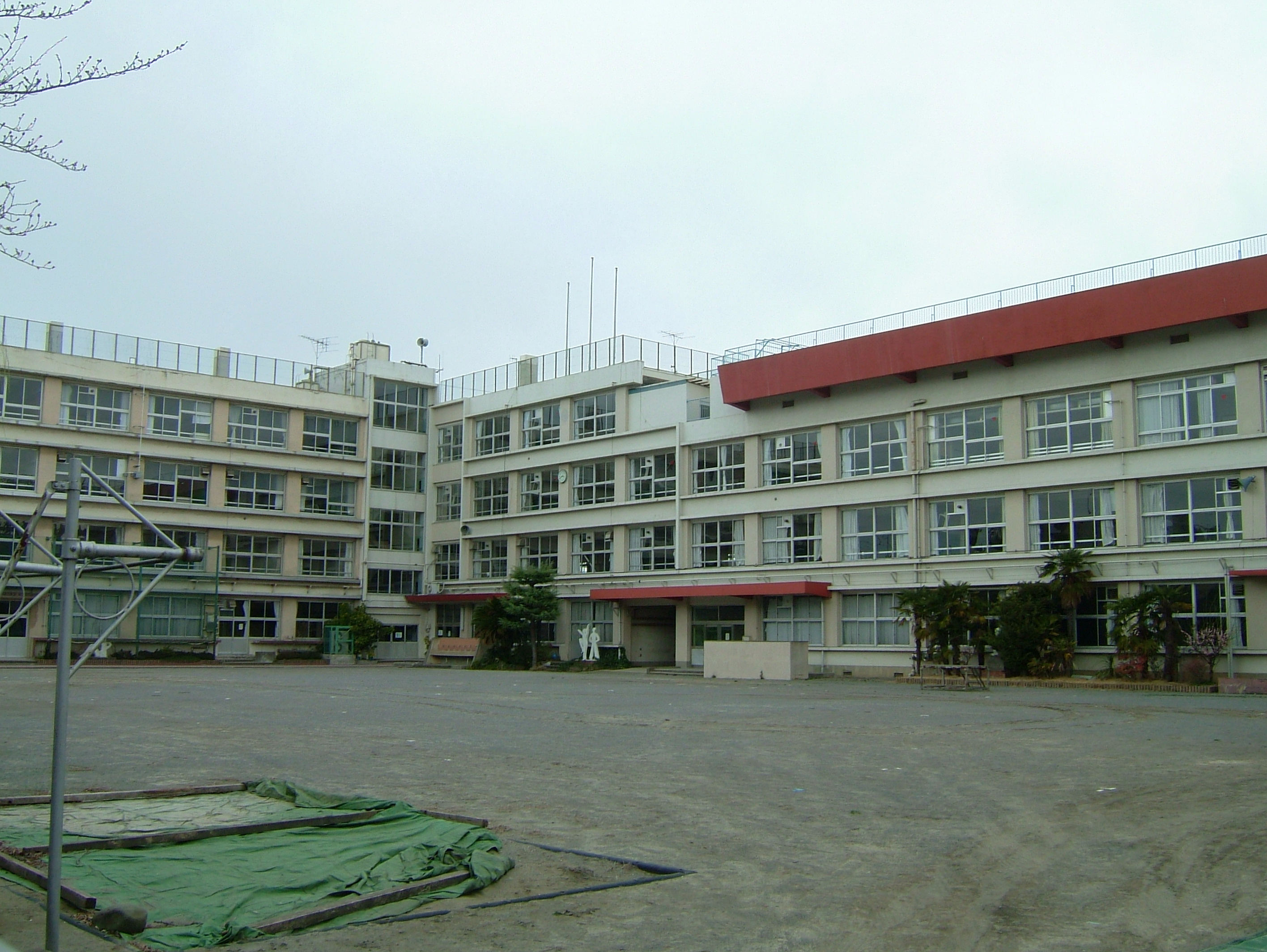
劇中「櫻中学」的取景地點：東京都足立區立第二中學校（已廢校）

《3年B組金八先生》為東京放送（TBS）自1979年以來斷續制作的一套校園教育電視劇，至2008年為止已制作8季、11特集，並於2011年3月27日播出最終特集。除了特集以外，每季都固定在秋季檔（10月起）播出。主角「坂本金八」由武田鐵矢飾演。
由於製作歷史悠久，每季及特集反應出當時日本的校園及青少年問題，如升學主義、青少年犯罪、校園暴力、家庭暴力、體罰、怪獸家長、援助交際、未婚媽媽、藥物成癮、青春期身心性疾病、性別認同障礙及自殺等。
日本電視動畫《蠟筆小新》、《Keroro軍曹》、《妖怪手錶》與《銀魂》有外傳劇情被惡搞成「金八老師」、「Kero八老師」、「3年y班的喵八老師」與「3年z班的銀八老師」。

## 各季及特集列表

### 第1季（1979年）
- 1979年10月26日 - 1980年3月28日的每週五20:00 - 20:55播放。全23回。台灣曾於JET日本台播出。

### 第2季（1980年）
- 1980年10月3日 - 1981年3月27日的每週五20:00 - 20:55播放。全25回。台灣曾於JET日本台播出。

特集1（1982年）
- 1982年10月8日播放

特集2（1983年）
- 1983年10月7日播放

特集3（1984年）
- 1984年10月5日播放

特集4（1985年）
- 1985年12月27日播放

特集5（1986年）
- 1986年12月26日播放

特集6（1987年）
- 1987年12月25日播放

### 第3季（1988年）
- 1988年10月10日 - 1988年12月26日的每週一21:00 - 21:54播放。全12回。

特集7（1989年）
- 1989年3月29日播放

特集8（1990年）
- 1990年12月28日播放

### 第4季（1995年）
- 1995年10月12日 - 1996年3月28日的每週四21:00 - 21:54播放。全23回。台灣曾以《我是放牛班》譯名於華視以國語配音播出。

特集9（1998年）
- 1998年4月2日播放

### 第5季（1999年）
- 1999年10月14日 - 2000年3月30日的每週四21:00 - 21:54播放。全23回。台灣曾於JET日本台播出。

特集10（2001年）
- 2001年4月5日播放

### 第6季（2001年）
- 2001年10月11日 - 2002年3月28日的每週四21:00 - 21:54播放。全23回。台灣曾於國興衛視播出。

### 第7季（2004年）
- 2004年10月15日 - 2005年3月25日的每週五22:00 - 22:54播放。全22回。

特集11（2005年）
- 2005年12月30日播放

### 第8季（2007年）
- 2007年10月11日 - 2008年3月20日的每週四21:00 - 21:54播放。全22回。

最終特集（2011年）
- 2011年3月27日19:00～23:09播放。

### 收視率
收視率
| 放送日        | 標題                               | 腳本     | 導演     | 收視率 |
| ------------- | ---------------------------------- | -------- | -------- | ------ |
| 2011年3月27日 | 3年B班金八老師〜「最後の贈る言葉」 | 清水有生 | 生野慈朗 | 19.7%  |

收視率19.7%來自關東地區・ビデオリサーチ社調查）

## 作品的變遷
| 日本 東京廣播公司系列 週五晚間10時            | 日本 東京廣播公司系列 週五晚間10時                | 日本 東京廣播公司系列 週五晚間10時             |
| --------------------------------------------- | ------------------------------------------------- | ---------------------------------------------- |
|                                               | 3年B組金八先生 第一季 （1979.10.26 - 1980.3.28）  |                                                |
| 七人の刑事 （1978.4.14 - 1979.10.19）         | 1年B組新八先生 （1980.4.4 - 1980.9.26）           |                                                |
| 1年B組新八先生 （1980.4.4 - 1980.9.26）       | 3年B組金八先生 第二季 （1980.10.3 - 1981.3.27）   | 2年B組仙八先生 （1981.4.17 - 1982.3.26）       |
| 日本 東京廣播公司系列 週一晚間9時             |                                                   |                                                |
| 時間ですよ （1988.7.11 - 1988.10.3）          | 3年B組金八先生 第三季 （1988.10.10 - 1988.12.26） | 代議士の妻たち2 （1989.1 - 1989.3）            |
| 日本 東京廣播公司系列 TBS週四9時連續劇        |                                                   |                                                |
| HOTEL （1995.4.13 - 1995.9.28）               | 3年B組金八先生 第四季 （1995.10.12 - 1996.3.28）  | 冷暖人間 第三季 （1996.4.4 - 1997.3.27）       |
| 冷暖人間 第四季 （1998.10.1 - 1999.9.30）     | 3年B組金八先生 第五季 （1999.10.14 - 2000.3.30）  | 君が教えてくれたこと （2000.4.13 - 2000.6.29） |
| 冷暖人間 第五季 （2000.10.5 - 2001.9.27）     | 3年B組金八先生 第六季 （2001.10.11 - 2002.3.28）  | 冷暖人間 第六季 （2002.4.4 - 2003.3.27）       |
| 日本 東京廣播公司系列 週五晚間10時            |                                                   |                                                |
| 在世界的中心呼喊愛情 （2004.7.2 - 2004.9.10） | 3年B組金八先生 第七季 （2004.10.15 - 2005.3.25）  | 虎與龍 （2005.4.15 - 2005.6.24）               |
| 日本 東京廣播公司系列 TBS週四9時連續劇        |                                                   |                                                |
| 婆媳大戰 （2007.7.5 - 2007.9.13）             | 3年B組金八先生 第八季 （2007.10.11 - 2008.3.20）  | 冷暖人間 第九季 （2008.4.3 - 2009.3.26）       |

## 外部連結
- 第5季官方網站（页面存档备份，存于）
- 第6季官方網站（页面存档备份，存于）
- 第7季官方網站（页面存档备份，存于）
- 第8季官方網站（页面存档备份，存于）